# Borovnyák József
Borovnyák József vendül: Jožef Borovnjak, más forrásokban Borovnják (1826. február 9., Ivanóc (Alsószentbenedek) – 1909. szeptember 19., Vashidegkút) magyarországi szlovén római katolikus pap, író, nemzetiségi vezető.

## Élete
Borovnják muravidéki születésű, a mai Alsószentbenedekről (ma Ivanovci, Szlovénia), korábbi nevén Ivanóczról való. A 19. századi adatok szerint Ivanócz, vindus f. 50 kath. 122 evang. lak. Borovnjákék az evangélikus felekezethez tartoztak, de apja Boronyák (sic!) István később áttért a katolikus hitre, míg a nagybátyja evangélikus maradt.

Édesapjának vendéglője volt a faluban és elég tehetős körülmények között nevelte fiát. Anyja Gombossy Katalin nemesi származású volt. Az elemi iskolát kezdetben itt végezte el, majd átkerült Tissinára (Csendlak) (ma Tišina). Ezt követően Dobronakon (ma Dobrovnik) tanult tovább és itt sajátította el a magyar nyelvet.

Dobronakról került Kőszegre, ahol a gimnáziumot kezdte el. Hat osztály elvégzése után teológiát tanult Szombathelyen és 1851-ben szülőfalujában szentelték pappá.

Máris megkapta az istvánfalvi egyházközséget, ahol egy évig végezte a papi szolgálatot. Utódjául Szerényi Jánost tették, aki egy évig még plébániaigazgató volt.

1854-ig káplánja volt Bántornyának (ma Turnišče), után két hónapig Felsőlendvának (ma Grad), majd 1857-ig Cserensócznak (Cserföld) (ma Črenšovci). Ezután 1858-ig Muraszombatban (ma Murska Sobota), után három hónapig Vízlendván (ma Sveti Jurij) működött.

1858. június 10-étől Vashidegkút papja volt, ahol száz forintos misealapítványt tett. 1862-től kezdett előfizetni maribori és ljubljanai lapokra, s ezeken keresztül kezdett ismerkedni a szlovén irodalmi nyelvvel. 1872. szeptember 25-én kapta meg Felsőlendvát, amit négy évig látott, utódja a vele azonos nevű Borovnyák József volt, aki Martyánczból származott. Utolsó rendeltetési helye Vashidegkút volt. 1901-ben volt aranymiséje, amit idős apja is megélt. 1909-ben halt meg.

## Munkái
Borovnják rengeteg törődött azzal, hogy a magyarországi szlovénség számára elősegítse a nemzeti fejlődést. A nemzetiség helyzetét a Máli politicsni vodnik (Kis politikai tükör) című munkájában elemzi, melyet még Vashidegkúti évei alatt írt (1869). Öt évvel korábban egy imakönyvet is kiadott vend nyelvjárásban. A továbbiakban is írt számos vallási tartalmú művet. 1877-ben jelentette meg a Küzmics Miklós féle evangélium átdolgozását, mely bibliai szövegek mellett tartalmaz imádságokat és templomi énekeket. A könyv egyaránt használható templomban és otthon is. 1864-ben ugyanakkor egy hosszabb terjedelmű katekizmust is írt.
Borovnjáknak a szlovén nyelv és nemzeti identitás tudat megőrzése érdekében múlhatatlan érdemei vannak. Tagja volt az Ivanóczy Ferenc vezette Szlovén Néppártnak, mely a magyarországi szlovének autonómiája érdekében lépett fel. Elítélte a magyarosítást és ennek demonstrálásaképp munkálkodott minél több vend nyelvű könyv kiadásán, ezzel pedig folytatta a vend nyelv sztenderdizálását.

## Művei
- Jezus moje poslenje (Jézushoz kívánkozom, 1860. Radgona)
- Veliki katekizmus (Nagy Katekizmus, Radgona 1864.)
- Sztara szlovenszka molitvena kniga (Vend imakönyv, Radgona 1864.)
- Dühovna hrana (A lélek háza, Graz 1868.)
- Máli politicsni vodnik (Kis politikai tükör, Szombathely 1869.)
- Szvéti Angel Csuvár (Szent Őrangyal, Radgona 1875.)